# Santa Fe de la Purísima
Santa Fe de la Purísima es una localidad del estado mexicano de Guanajuato. Es parte del municipio de Cortazar.

## Demografía
| Gráfica de evolución demográfica |
|                                  |

| Censo | Población |
| ----- | --------- |
| 1950  | 144       |
| 1960  | 309       |
| 1970  | 495       |
| 1980  | 751       |
| 1990  | 794       |
| 2000  | 863       |
| 2010  | 1 030     |
| 2020  | 1 138     |